# Temple Hall
Die Temple Hall war ein in Schottland gebautes Frachtschiff, das mit dem Namen Telamon unter griechischer Flagge fahrend 1981 vor der spanischen Kanareninsel Lanzarote sank und noch heute dort liegt.

## Geschichte
Das Frachtschiff Temple Hall wurde 1954 unter der Baunummer 489 von der Caledon Shipbuilding & Engineering Company Ltd. in Dundee in Schottland gebaut.
Zunächst für die Temple Steam Ship Company fahrend, wurde das Schiff 1969 an Demetrios P. Margaronis & Sons verkauft, in Pantelis umbenannt und unter griechischer Flagge gefahren. 1970 wurde sie an die Cia. Naviera Para Viajes Sud Amerika SA weiterverkauft. Schließlich fuhr sie ab 1977 für K. Mitsotakis & Sons als Telamon – in Anlehnung an den ersten Mann in der Gefolgschaft Herkules, der die Mauern Trojas erstieg – immer noch unter griechischer Flagge.

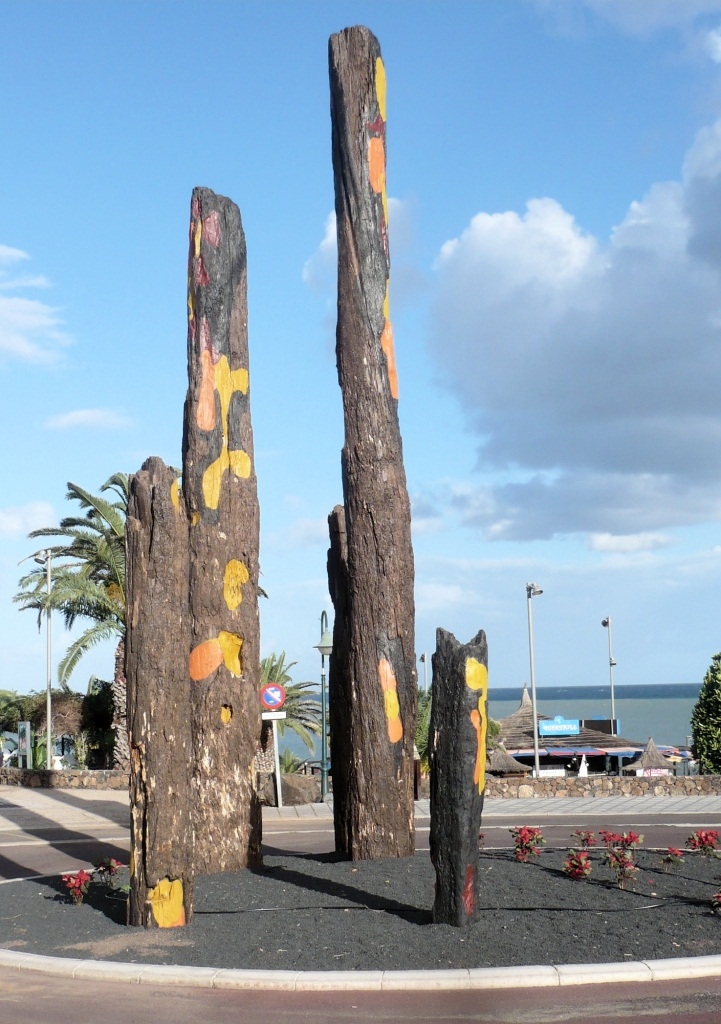
Teil der letzten Ladung als Kunstwerk in Costa Teguise

Auf ihrer letzten Fahrt mit einer Ladung Baumstämme von San-Pédro an der Elfenbeinküste nach Thessaloniki schlug die Telamon vor der spanischen Kanareninsel Lanzarote leck. Sie wurde von einem Thunfischfänger an ihren heutigen Liegeplatz nahe dem Dorf Las Caletas in der Bucht zwischen Costa Teguise und Arrecife geschleppt, um zu verhindern, dass sie den Hafen von Arrecife blockiert. Die Telamon sank dort am 31. Oktober 1981 auf Position 28° 58′ 33,2″ N, 13° 31′ 21,7″ W.
Der spanische Stadtplaner José María Pérez Sánchez gestaltete aus den Baumstämmen der letzten Ladung des Schiffes eine Skulptur, die inmitten eines Wendekreises (Plaza Tenerife auf OpenStreetMap) in Costa Teguise in der Nacht vom 23. auf den 24. Juni 2009 eingeweiht wurde. Sie trug den Namen La hoguera de San Juan (das Johannisfeuer). Zuvor lagen die Stämme, dem Wetter ausgesetzt, herum. Im Herbst 2016 fiel die Skulptur aufgrund eines Sturms um. Sie wurde zerlegt und entsorgt.
Im Jahr 2019 begann das spanische Verteidigungsministerium mit den Formalitäten, um das Schiffswrack zu entfernen. Zwischen Frühjahr 2022 und Juni 2023 durchgeführte Arbeiten wurden auf Grund "bürokratischer Probleme" eingestellt.